# مارك كوباني
مارك كوباني (بالإنجليزية: Mark Copani)‏ أو (محمد حسن) مصارع أمريكي محترف سابق ولد في سيراكيوز، نيويورك في 16 أبريل 1980 كان يعمل لدى شركة المصارعة العالمية الترفيهية بشخصية العربي محمد حسن.

## البداية
ولد المصارع محمد حسن في سيراكيوز، نيويورك" ولكنه مسيحي وليس مسلم واسمه الحقيقي هو مارك كوباني وهو صغير في السن ومن مواليد 7 نوفمبر 1981 فقط.. وهو من أب إيطالي وام اردنيه وهو يحمل الجنسية الأمريكية ويسكن في مدينة سيراكاوس في ولاية نيويورك..
كان محمد حسن محظوظا جدا وذلك لأنه تدرب في مدرسة الدبليو إي ومن ثم بدأ معها أيضا في عام 2003 مع مدير أعماله الإيراني الأصل والأمريكي الجنسية (ديفاري)، وذلك بشخصية المصارع العربي محمد حسن والذي يأتي بشماغه وبشته واغنيته الشامية التي تقول: يا ليلي يا ليلي، ومن ثم يطالب بحقوق العرب والمسلمين في أمريكا ويطالب الجميع من ان يوقفوا العنصرية والتفريق وهذا ما جعل شخصيته طبعا مكروهة، واستغلت ذلك الدبيلو إي عندما جعلته يفوز في جميع مبارياته ((بالغش)) وكان ذلك للمزيد من الإثارة وتمكن محمد حسن من الفوز على عدة مصارعين منهم: يوجين وسلوتر وبنواة وجيركو وغيرهم واصبح محمد حسن undfeated لفترة زمنية غير قصيرة.

## WWE 2004-2005
أعلن رئيس الاتحاد مكمان عن تواجد مصارع عربي في WWE وفي عرض RAW وكان أول ظهور له في 14 أكتوبر عام 2004 في عرض TABOU TUESDAY عندما قام بالتهجم على المصارع سلوتر ولعب أول مباراه له في الاتحاد كانت في ديسمبر 2004 امام MEVAN وفاز «محمد حسن» بالإخضاع. وبعدها بشهر أصبح محمد حسن ومدير أعماله خسرو ديفاري يتهجمون على المصارعين وكانت شخصيتهم مكروها لكل المصارعين والجماهير واستمر «حسن» بسلسلة انتصارات على عدة مصارعين
وهم سلوتر وجيري لولر وكريس بنوا وذا هيركين وشيلتون بنجامين الا انه بداء بعداوة مع المصارع الشهير شون مايكلز بعدما تهجم عليه في عرض رو وظهر هولك هوجان لمساعدة مايكلز وفي BACKLASH 2005 خسروا امام هوجان ومايكلز وفي يونيو فاز على حسن على باتيستا بالتجريد من الاهلية وفي 23 يونيو 2005 لعب حسن اخر مباراة له في RAW امام جون سينا وخسر النزال لصالحه على لقب WWE وانتقل «حسن» إلى عرض SMACKDOWN وكان عدوه اللدود هو المصارع الاسطوري اندرتيكر الذي بداء «حسن» بالتهجم عليه في عدة مباريات وازعاجه وقرر مدير العرض TEDDY LONG وضع مباراة بينهم ولكن بشرط إذا فاز اندرتيكر على مدير أعماله خسرو ديفاري وفاز اندرتيكر وتواجها في عرض GREAT AMERICAN BASH وفاز اندرتيكر بسهولة تامة مما ادت تلك المباراة إلى اصابة «حسن» وغاب شهر وقامت بعدها إدارة WWE بفسخ عقده من الاتحاد

## الإستبعاد من WWE
أنهت الدبليو إي مشوار محمد حسن قبل انتهاءه في مباراة كانت شبه إستهزائية مع الاندرتيكر ولم تعرف اسباب فسخ العقد فالبعض يقول انها اسباب عادية والبعض يقول انها كانت بسبب السيناريوهات السياسية التي تعطى له، حيث كانت المبارة الاخيرة له من اسوأ مبارياته والبعض لم يلومه عليها لأنها كانت مع الاندرتيكر، فدخل محمد حسن دخل الحلبة وقال انه سيقتل كل عنصري في أمريكا اليوم عندما يفوز على الاندرتيكر وو لكن الاندرتيكر هزمه ونفذ عليه (اللاست رايد) وبالإضافة إلى ذلك قام الأندرتيكر بهزيمة كل من جلبهم محمد حسن والذي كانو يرتدون قناعا اسودا يغطي الوجه والذي يوحي بجماعة ارهابية.
و في حديث لمحمد حسن قال انه اتجه للتمثيل ولكن في حالة وجود شواغر له لن يتردد من العودة للدبليو إي وبينت له الدبليو إي أيضا انه سيتم استدعاءه في الوقت المناسب أيضا وذلك للعودة بشخصية محمد حسن من جديد.

## اضافات
ان اخر مباره لمحمد حسان انها تمثیلیه امریکیه ضد العرب مع کل السف والذی تکون غیاب محمد حسان فجعتا دلیل علی ذالک.

## روابط خارجية
- مارك كوباني على موقع IMDb (الإنجليزية)
- مارك كوباني على موقع CageMatch worker (الإنجليزية)
- مارك كوباني على موقع عالم المصارعة على الإنترنت (الإنجليزية)
- مارك كوباني على موقع عالم المصارعة على الإنترنت (الإنجليزية)